# اللغة الهوسية

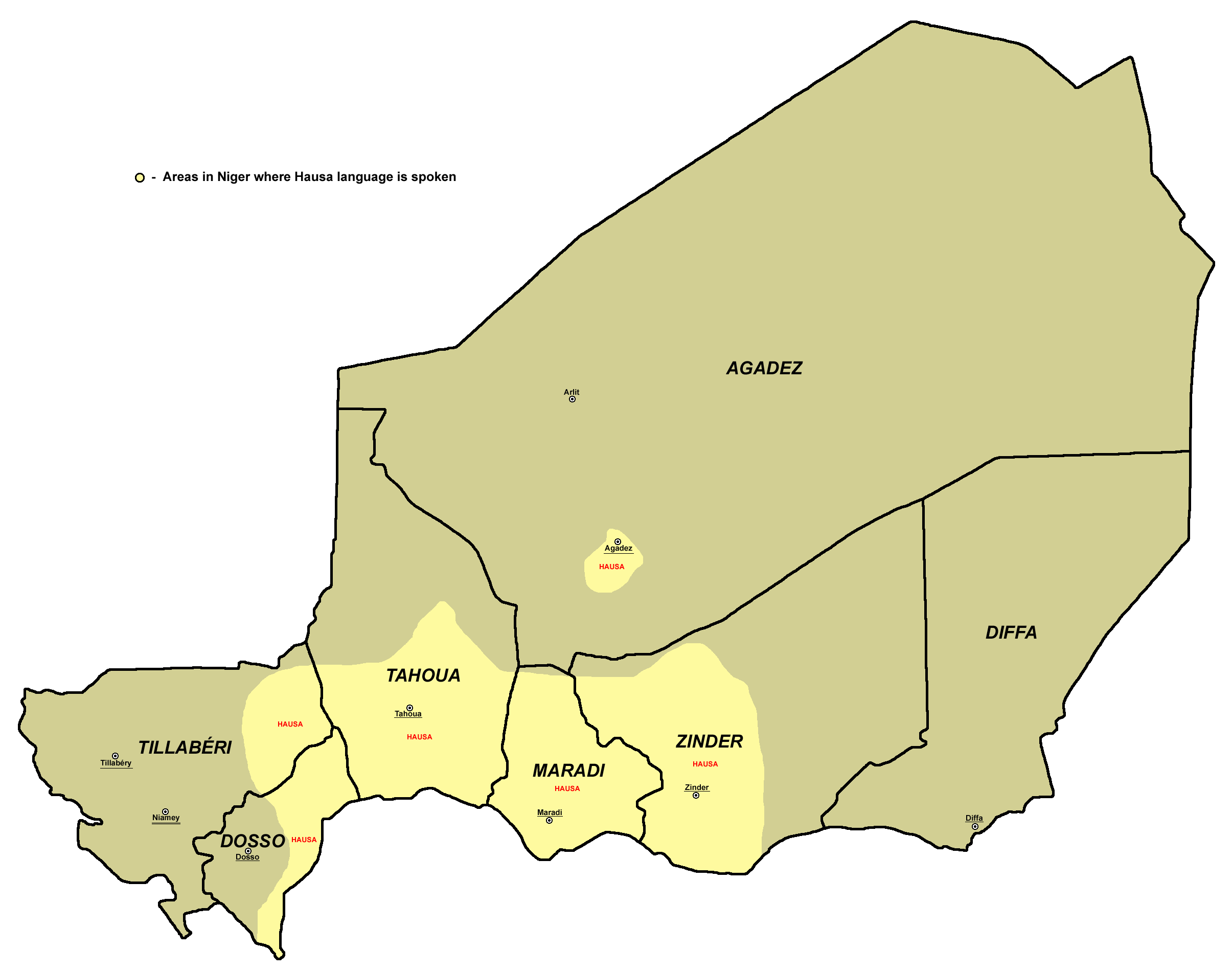
متحدثو الهوسا في النيجر

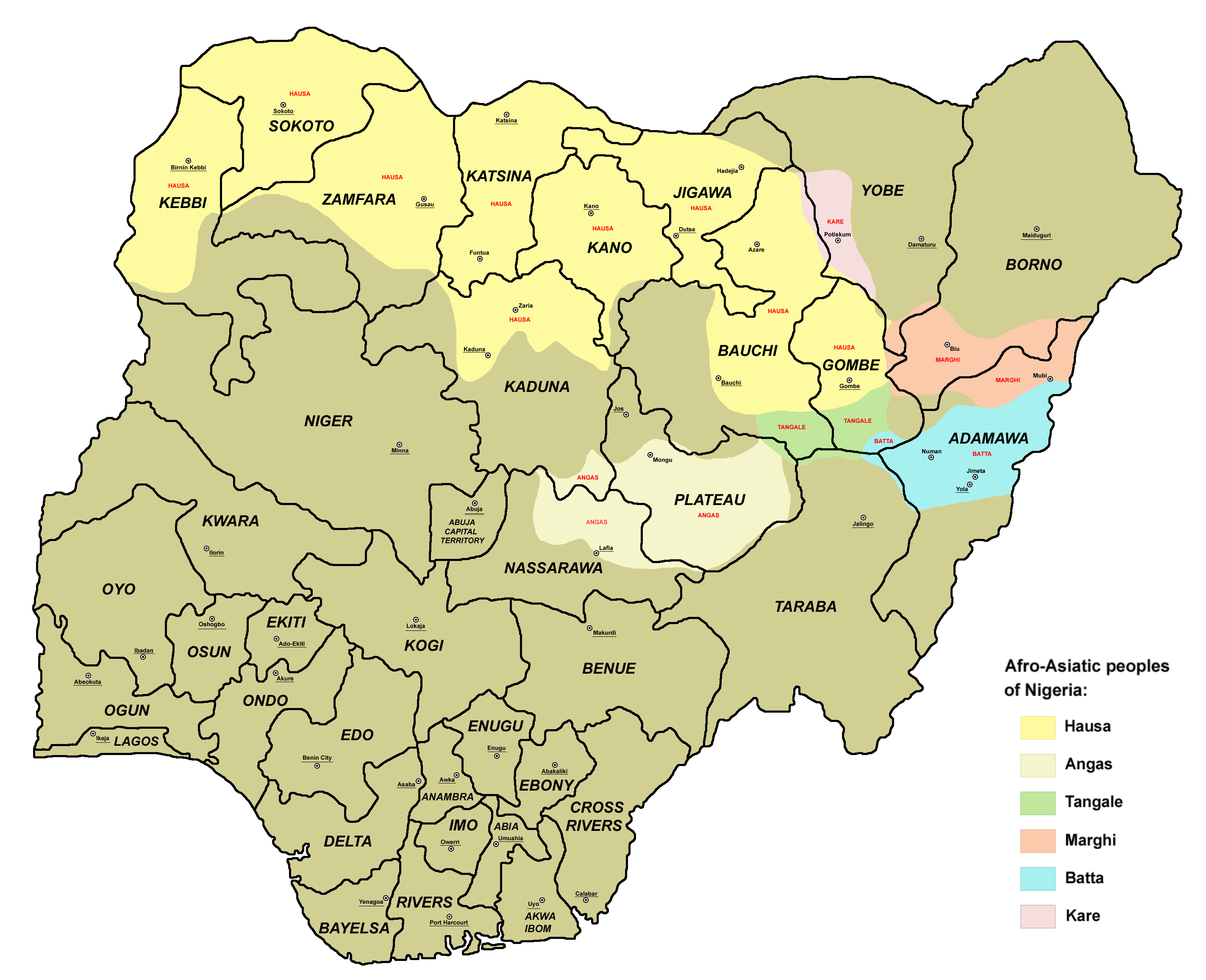
متحدثو الهوسا في نيجيريا

الهَوْسية (بالهوسية: هَرْشَن هَوْسَ) لغة الهوساوة، وهي لغة تشادية من العائلة الأفروآسيوية، تكتب بأحرف عربية. يتحدثها 50 مليون شخص كلغة أولى و30 مليون شخص آخر كلغة ثانية.
أغلب متحدثي الهوسا موجودون في النيجر وشمال نيجيريا.
ولكن اللغة تستخدم كلغة مشتركة بين متحدثي لغات أخرى في أغلبية مناطق غرب أفريقيا وخاصة بين المسلمين.
الهوسا هي اللغة القومية في النيجر كما تعتبر لغة رسمية في شمال نيجيريا. كما وتبث الإذاعات العالمية مثل بي بي سي، صوت أمريكا وإذاعة فرنسا الدولية برامج لها بهذه اللغة.

## الحضارية العريقة
لغة الهوسا تعتبر من أهم اللغات الإفريقية الهامة، وهي تعتبر لغة الإسلام الأولي في هذه القارة السمراء،[بحاجة لمصدر] حيث نشر عبرها الدين الحنيف والعقيدة الإسلامية السليمة في ربوع مجتمعات إثنية متنوعة من عشائر متعددة في إفريقيا الغربية، التي يعتبر الكثير منها قد تهوس وانصهروا فيما بعد في بوتقة الهوسا، وذلك نسبة للتأثير الدعوة والوعظ والإرشاد الإيجابي من قبل اولئك العلماء من شعب الهوسا - علماً بأن لغة الهوسا تتميز بأنها لغة الدين والدعوة والتجارة والأقتصاد وأيضاً لغة العلوم والمعارف الكبري الهامة خاصة علم الحرف والحساب والأعداد والطلاسم والطب والحكمة التي لها أثرها النفسي والمعنوي علي الناس، وأيضًا لها ذلك نظام وتميز النوعي الهام في مجالات مختلفة لعلوم الفلك والتنجيم من خلال ذلك الرصد الدقيق للحركة الكواكب والنجوم السيارة والثابتة وبالتالي استفادة من هذه العلوم الخطيرة آنذاك في مجالات التنبؤات الفلكية والجوية للمعرفة الطوالع الخاصة ب (999) الرأسية و (777) الأفقية للمواليد الجدد وغيرهم وأيضا استفادةً في مجالات الأسفار بغرض التجارة وغيرها وزراعة والحصاد والصيد البر والبحر الذي له عادات وتقاليد اعراف وطقوس واحتفالات ومهرجانات الأعياد من مناسبات الاجتماعية والاقتصادية والثقافية والفكرية الشهيرة - هذا وتعتبر هذه اللغة الخطيرة الهامة مزيج من ثقافات العربية والإفريقية وتراثها زاخر بالآداب والابداع والفنون الشعبية والاستعراضية الرائعة المدهشة الباهرة المميزة في مجالات الفن الموسيقى الكلاسيكية والغناء والطرب مع الدراما الكوميديا والمسرح وأيضا المجالس والمنتديات وميثولوجيا المثيرة الرائعة التي بها قصص وحكايات من الأساطير الأولين لها عجائب وغرائب أموراً كثيرا وفي المجال السياسي يوجد تاريخ الطبول الذي يروي ويوثق عن أحداث القرون الماضية من ازمان الغابرة للحضارات القديمة وأيضا الأدب الملاحم القصصي والانشادي في السير المشاهير من فرسان المغاوير (سدوكي) ورجال الصناديد (مزان فأما) والابطال الأشاوس (زاروماي اوجاروماي) في المواقف والمغامرات وأيضا الملوك وسلاطين (سراكاي) والامراء (يريما المغاجي) أي الأمير المغازي في الحروب المتعددة في المجتمع والدولة والامبراطورية التاريخية الواسعة الشاسعة مع بعض الملكات (سرونيا) والاميرات (غمبيا) ووصيفات من فتيات الحسناوات الجميلات - الجدير بالذكر فإني حسب اهتماماتي ودراساتي في البحوث وتنقيب بغرض توثيق التراث الهوسا السودان فوجئت بوجود لتلك العلاقة التاريخية التي تربط تراث الهوسا الحضاري مع تراث النوبي والفرعوني في شمال السودان الحالي من خلال ذلك التشابه في الأسماء والألقاب وصفات والمعاني الكلمات ومفردات ومصطلحات التاريخية عتيقة بين اللغة الهوسا ولغة النوبية سيما اللهجة الدنقلاوية وغيرها وأيضا ذلك التشابه المشترك بين العديد من أسماء المدن والقرى الأثرية في شمال السودان وشمال نيجيريا المعروف قديماً باسم البلاد الهوسا - أما اللغة الهوسا علمياً تصنف هي من اللغات الافرو آسيوية وبالتالي تلتقي مع أختها اللغة العربية في ذلك انتماءاللغوي المشترك من خلال الأصول والانحدار التاريخي عبرالحقب والدهور إلي اللغات السامية من عهود وعصور ازمان الغابرة للحضارات القديمة - هذا وتتميز اللغة الهوسا من خلال ذلك المعجم اللغوي الخاص الذي يسمي ب (عجمي) الذي كتب ودون فيه تراثيات اللغة الهوسا من قديم الزمان الضارب في القدم التاريخ وكما قيل قبل أكثر من ألف عام من الزمان وقد كتب العلماء الهوسا المعرفين ب (مسني الله) عبر القرون العديد من الكتب والمؤلفات وإصدارات ونشرات في العديد من المجالات الضروب العلوم والمعارف المتنوعة من خلال جماليات الفن الرسم والخط الجميل للحرف العربي المغربي السوداني الشهير الذي يقرأ القرآن الكريم به وبرواية الورش للإمام القراء ابوسعيدالشيخ عثمان بن سعيد الورشي وتفسير (الجلالين) للقرآن الكريم والعلوم الإسلامية والذي ينسب للإمام جلال الدين المحلي والإمام جلال الدين السيوطي - وحديثاً قام المبشرون الخبثاء وربما بتحريض من المستشرقين العملاء في عهد الاسعمار الأروبي البغيض بإعادة كتابة وتدوين للغة وتراث الهوسا الحضاري التاريخي العتيق الموروث عن السلف عبرالحقب والدهور بتلك الحروف الرومانية المأخوذة من اللاتينية القديمة وجعلها لغة رسمية للمجتمع والدولة نيجيريا بعد أن حذفوا الكثير من تلك المؤثرات العربية والإسلامية في إطار ذلك مشروع الخاص الذي يندرج تحت ذلك المسمي الخفي الخبيث المعروف باسم صراع الحضارات مع العديد من تلك شعوب الإسلامية في أفريقيا وآسيا—البريكانتشي هي رطانة تستخدم في الجيش مبنية على الهوسا.
لغة الهوسا وهي لغة تشادية تنتمي لعائلة اللغات الأفروآسيوية، والتي سبق وكتبت بحروف عربية يتحدث بها نحو 24 مليون شخص كلغة أولى، و15 مليون كلغة ثانية، وأغلب متحدثيها موجودون في النيجر وشمال نيجيريا وغانا وتوجو وبنين بالإضافة إلى السودان وتشاد والكاميرون وبوركينا فاسو، وهي كلغة تستخدم بين متحدثى لغات أخرى في أغلبية أفريقيا الغربية، وخاصة بين المسلمين. والهوسا لغة رسمية في شمال نيجيريا، وقد أصدر مجمع الملك فهد لطباعة المصحف الشريف ترجمة قرآنية لمعانى القرآن بهذه اللغة، وكان ملوك الهوسا قد أعلنوا في عام 1800م اعتناقهم الإسلام واعتبروه الدين الرسمي. وتعد لغة الهوسا اللغة الثانية بعد العربية من حيث عدد الناطقين بها في أفريقيا.

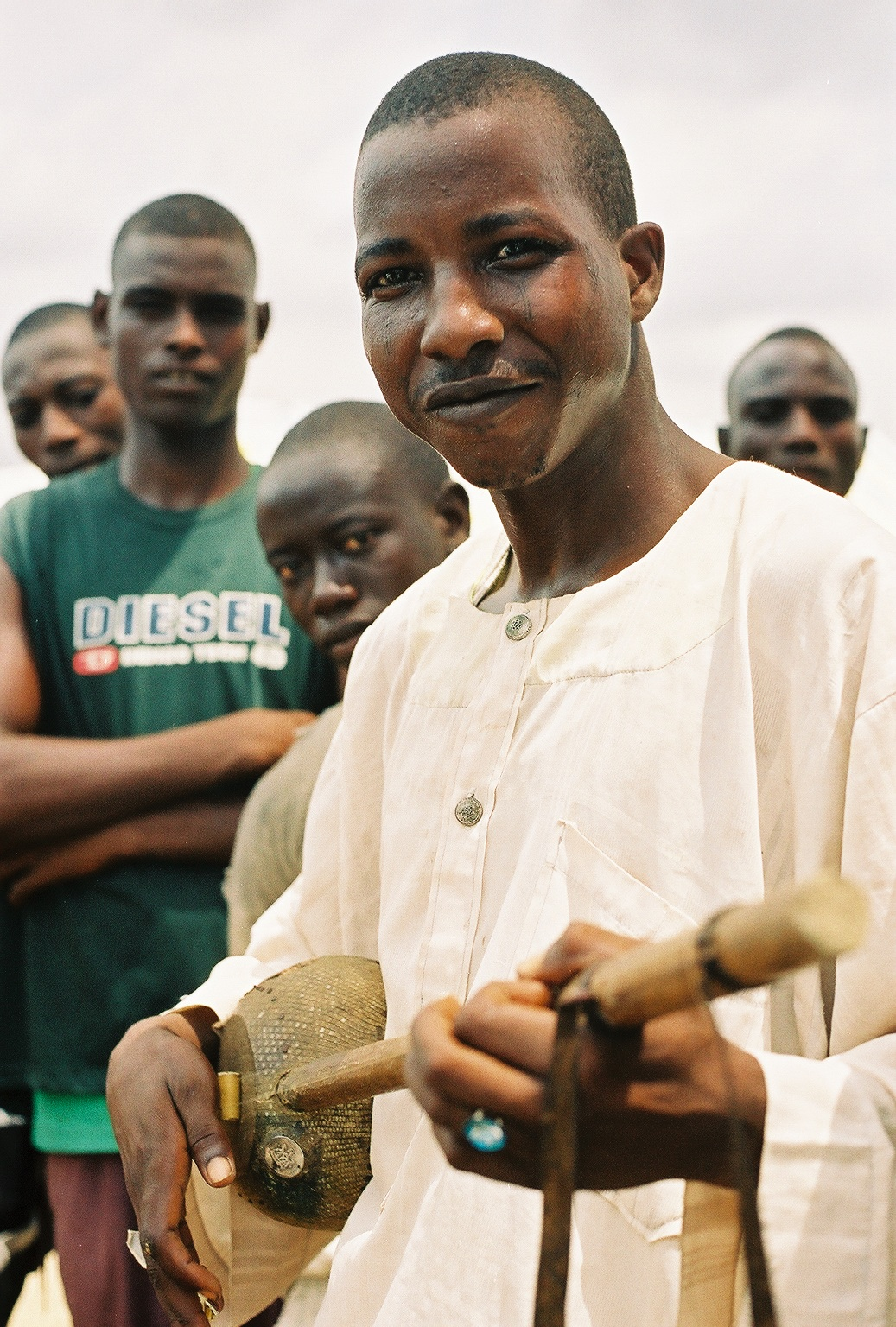
«هوسي» يعزف على آلة الخلم الشبيهة بالقيثار.

## حروف
| رومي | صوتي     | عربي             |
| ---- | -------- | ---------------- |
| a    | ‎/a/‏      | ـَ                |
| a    | ‎/a:/‏     | ـَا               |
| b    | ‎/b/‏      | ب                |
| ɓ    | ‎/ɓ/‏      | ب، ٻ             |
| c    | ‎/tʃ/‏     | ث                |
| d    | ‎/d/‏      | د                |
| ɗ    | ‎/ɗ/‏      | د، ط             |
| e    | ‎/e/‏      | تٜ                |
| e    | ‎/e:/‏     | تٰٜ                |
| f    | ‎/ɸ/‏      | ف                |
| g    | ‎/ɡ/‏      | غ                |
| h    | ‎/h/‏      | ه                |
| i    | ‎/i/‏      | ـِ                |
| i    | ‎/i:/‏     | ـِي               |
| j    | ‎/dʒ/‏     | ج                |
| k    | ‎/k/‏      | ك                |
| ƙ    | ‎/kʼ/‏     | ك، ق             |
| l    | ‎/l/‏      | ل                |
| m    | ‎/m/‏      | م                |
| n    | ‎/n/‏      | ن                |
| o    | ‎/o/‏      | ـُ                |
| o    | ‎/o:/‏     | ـُو               |
| r    | ‎/r/ ،/ɽ/‏ | ر                |
| s    | ‎/s/‏      | س                |
| sh   | ‎/ʃ/‏      | ش                |
| t    | ‎/t/‏      | ت                |
| ts   | ‎/tsʼ/‏    | ط، اللغة الهوسية |
| u    | ‎/u/‏      | ـُ                |
| u    | ‎/u:/‏     | ـُو               |
| w    | ‎/w/‏      | و                |
| y    | ‎/j/‏      | ي                |
| z    | ‎/z/‏      | ز، ذ             |
| ʼ    | ‎/ʔ/‏      | ع                |

## أمثال
- komin nisan jifa kasa zai fado
- wutsiyar rakumi ta yi nisa da kasa
- kaza garin tone_tone zata tono wukar yankata
- Rana bata kariya sai dai uwar 'ya ta ji kunya { حبل الكذب قصير }
- ruwa baya tsami a banza روا بايا صامي أبانزا بمعنى لا يتعكر الماء من نفسه وهو مثل يضربونه عند من عمل الشيء وأنكره
- shiru ma magana شورو ما مقانا بمعنى حتى السكوت كلام
- لغة الهوسا من اللغات البسيطة غير المعقدة، يستطيع الإنسان أن يتعلمها ويجيدها بسهولة، فهي ليست ألغازا ولا طلاسم، وهم يعبرون عن ذلك في أمثالهم فيقولون:

Hausa ba dabo ba ce. الهوسا ليست سحرًا.
- وإذا أرادوا أن يصفوا إنسانا بأنه يجيد التحدث بلغة الهوسا، وصفوه بأنه يعرف الهوسا كحمار مدينة كانو. فهي لم تستعص حتى على الحمار.

يقولون في المثل:
Hausa kamar jakin kano. يعرف الهوسا كحمار كانو.
- ويخرج المتسولون إلى الشوارع للتسول جماعات، ويعلق كل منهم طبقا في عنقه يجمع فيه ما يقدم إليه من طعام، كما يمسك طبقا آخر في يده يجمع فيه ما يقدم إليه من مال، فإما أن تعطيه، وإما أن تقول له:

“Allah ya baka hakuri «الله يهبك الصبر»
- وقولك هذه العبارة لا تملأ الطبق الذي يعلقه في عنقه، لذلك يقولون في المثل:

“ Allah ya ba ka hakuri “ ba ta cika jaka
قولك للسائل «الله يهبك الصبر» لا تملأ حقيبته بالمال.
- والسحر من الأمور الشائعة في قارة أفريقيا بصفة عامة، ويبدو أن بعض السحرة يستعين بالخفاش في عمل السحر للنساء، ويحث المثل الرجال على ترك السحر والاستعانة بما لذ وطاب من الطعام والشراب لجذب قلوب النساء، يقولون في المثل:

ku bar kisan jemage magamin mace nadi.
اتركوا قتل الخفاش – من أجل السحر – فعلاج النساء الملذات.
- وقد تستعين الساحرة ببعض أعضاء من جثة المتوفى لمزاولة سحرها لذلك تشعر بالسعادة عند ما يوكـل إليهـا حراسـة جثة المتوفى فيقولون:

“ Abu ya yi dadi “ an bai wa mayya jiran gawa “
قالت الساحرة عندما كُلِّفت بحراسة الجثة «صار الأمر جميلاً»
- والساحر ظالم بطبعة، لأنه يضر الناس بسحره، لذلك عندما يراد وصف الرفيق الذي تولى السلطة فطغى على رفاقه. يقولون:

“Maye a eiki “na gida ya yi sarauta.
عندما تولى رفيق البيت السلطة قالوا «الظلم لن يفارقه» أي بداخله.
- ولا شك أن السحر يحتاج إلى أدوات تشترى بالمال، لذلك على المسحور له أن يدفع المال للساحر حتى يقوم بسحره، فإذا توافر المال نال الإنسان ما يشاء من الساحر، حتى الكلب إذا كان لديه مالاً فالساحـر لا يؤخر عن سحره، وقد يكون هذا السحر عبارة عن تعاويذ يكتبها الساحر في إناء يصب فيه الماء ويشربه المسحور له. لذلك يقول المثل:

“Kara da kudinsa sai ya sha lahaula.
الكلب بماله يشرب السحر.
- والمقصود بـ “ lahaula. هي عبارة لا حول ولا قوة إلا بالله " ويبدو أنها تدخل في التعاويذ السحرية. وفي نفس المعنى يقول مثل آخر:

“ kare da kudinsa sai ya sha rubuta “
الكلب بماله يشرب الكتابة أي التعاويذ المذابة في الماء.
- ولا ينبغى في عرفهم الاجتماعي أن تمتدح الزوجة الأخ الأصغر للزوج أو أن تصفه بأنه أجمل من زوجها، وفي ذلك يقول المثل:

“ Ba haka aka so ba’ kanen miji ya fi miji kyau “
لا ينبغي أن يكون الأخ الأصغر للزوج أجمل من الزوج – في نظر الزوجة.
- وإذا أرادوا ضرب المثل للأمر الذي لا يناله الإنسان إلا إذا ذهب إلى بيت المال نهارا في شدة الحر في هذه البلاد الحارة يقولون:

“ kudi na gwamna masu gida rana “
مال الحكومة في بيت لا يذهب إليه الطالب إلا في الشمس الحارقة، أي أنه لا ينال بسهولة.
- والمال الذي يناله الهوساوي من الأجنبي لابد أن يصرف ولا يكتنز. وفي ذلك يقولون:

Ba su scn a samu a kulle. لم يكن المال ليكتنز.